# Karen Carpenter
Karen Anne Carpenter, född 2 mars 1950 i New Haven, Connecticut, död 4 februari 1983 i Downey, Kalifornien, var en amerikansk popsångare och trumslagare.

## Karriär
Karen Carpenter och hennes äldre bror Richard Carpenter bildade popduon The Carpenters. De fick sitt stora genombrott 1970 med en låt av Burt Bacharach, "(They Long To Be) Close To You". Syskonparet vann stor popularitet över hela världen med sin melodiska, countryinfluerade pop. Brodern spelade piano och Karen Carpenter spelade trummor och sjöng. De mest kända låtarna är "Top of the World", "Yesterday Once More" och "For All We Know".
År 1980 gifte Carpenter sig med fastighetsmäklaren Tom Burris, men paret separerade efter bara ett år. Hon led av anorexi och en svår depression samt tillbringade nästan ett år på ett sjukhus i New York. Hon övervägde att spela in en ny skiva men vid ett besök i sitt föräldrahem drabbades hon av en hjärtinfarkt och avled.

## Diskografi i urval

### Med The Carpenters
Studioalbum
- Ticket to Ride (1969)
- Close to You (1970)
- Carpenters (1971)
- A Song for You (1972)
- Now & Then (1973)
- Horizon (1975)
- A Kind of Hush (1976)
- Live at the Palladium (1976)
- Passage (1977)
- Christmas Portrait (1978)
- Made in America (1981)

Postuma studioalbum
- Voice of the Heart (1983)
- An Old-Fashioned Christmas (1984)
- Lovelines (1989)
- As Time Goes By (2001)

Livealbum
- Live in Japan (1974)
- Live at the Palladium (1977)

Singlar (topp 10 på Billboard 100)
- "(They Long to Be) Close to You" (#1) (1970)
- "We've Only Just Begun" (#2) (1970)
- "For All We Know" (#3) (1971)
- "Rainy Days and Mondays" (#2) (1971)
- "Superstar" (#2) (1971)
- "Hurting Each Other" (#2) (1972)
- "Goodbye to Love" (#7) (1972)
- "Sing" (#3) (1973)
- "Yesterday Once More" (#2) (1973)
- "Top of the World" (#1) (1973)
- "Please Mr. Postman" (#1) (1974)
- "Only Yesterday" (#4) (1975)

Samlingsalbum
- The Singles 1969-1973 (1973)
- The Singles: 1974–1978 (1978)
- Yesterday Once More (1984)
- Only Yesterday (1990)
- Interpretations (1995)
- Love Songs (1997)
- Reflections (1998)
- The Singles: 1969–1981 (2000)
- Carpenters Perform Carpenter (2003)
- Gold: 35th Anniversary Edition (2004)
- The Ultimate Collection (2006)
- 40/40 (2009)
- Icon (2014)
- The Complete Singles (2015)
- The Nation's Favourite Songs (2016)

### Karen Carpenter solo
Studioalbum
- Time (1987)
- Karen Carpenter (1996)
- Pianist • Arranger • Composer • Conductor (1998)